# Stockholms konserthusstiftelse

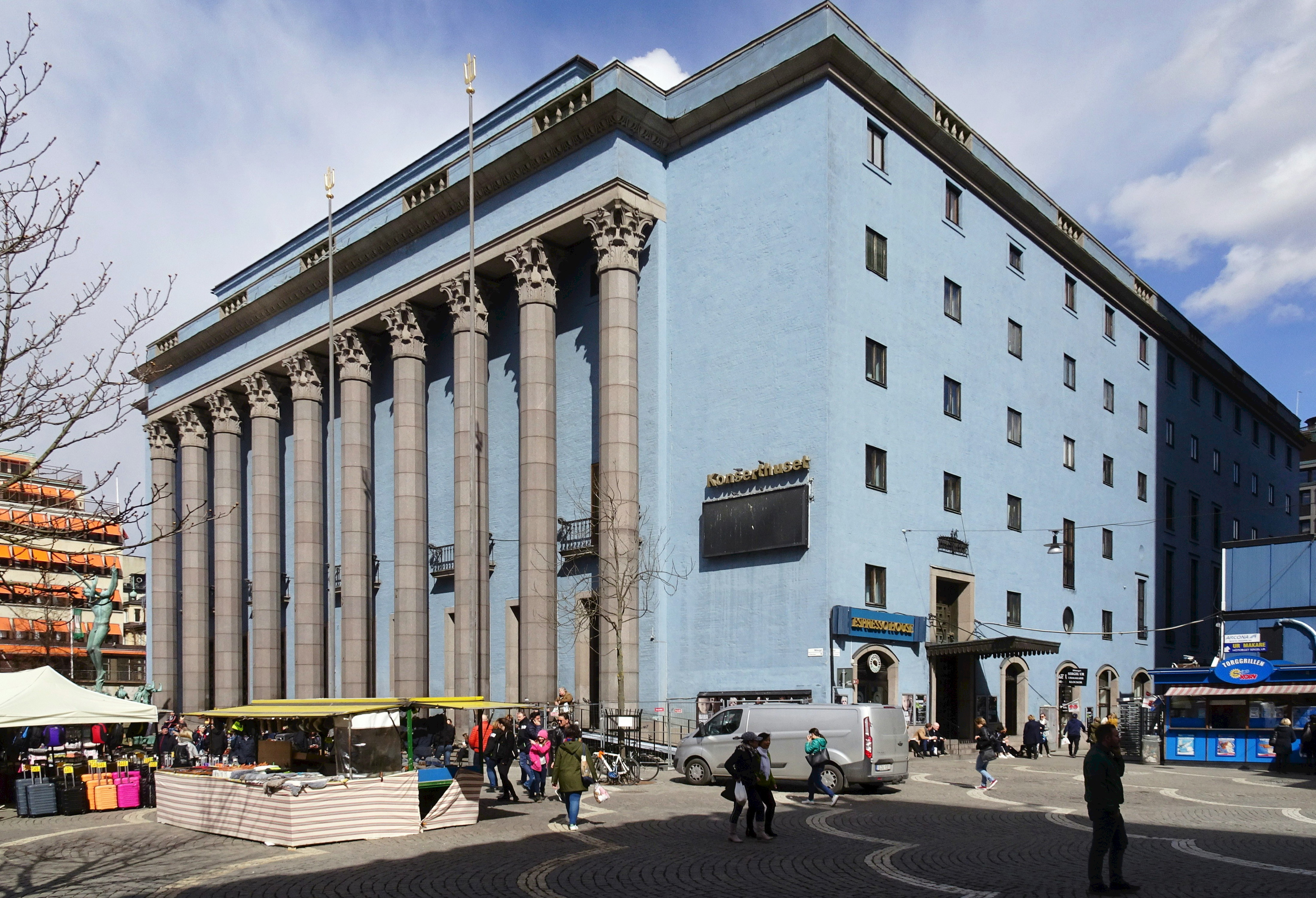
Stockholms konserthus.

Stockholms konserthusstiftelse är en icke vinstdrivande stiftelse som bildades 1976. Stiftelsen äger och driver Stockholms konserthus. Region Stockholm är stiftelsens huvudfinansiär. Stiftelsens hemvist är Stockholms konserthus.

## Historik
År 1902 bildades Konsertföreningen som ansvarade för den symfoniska musiken i Stockholm. 1919 bildades Stiftelsen Stockholms konserthus som skulle sköta förvaltningen av den planerade byggnaden för Stockholms konserthus medan Konsertföreningen skulle ansvara för den musikaliska verksamheten i huset. Båda slogs 1976 samman till Stockholms konserthusstiftelse.

## Verksamhet
I stadgarna fastslås att Stockholms Konserthusstiftelse är ”tillkommen för att förverkliga konstnärliga och kulturella syften”, vidare skall den driva en aktiv musikverksamhet genom att ge konserter och för detta ändamål ”upprätthålla och underhålla” en fast orkester i Stockholm, som kallas Kungliga Filharmoniska Orkestern i Stockholm. Verksamheten är uppdelad på åtta avdelningar. Den administrativa personalen uppgår till sammanlagt ett 40-tal personer. Sedan 2018 är Anita Lidberg styrelsens ordförande.